# Jean-Baptiste Castanier
Jean-Baptiste Castanier MEP (* 7. Januar 1877 in Lacapelle-de-Fraisse; † 12. März 1943) war ein französischer römisch-katholischer Geistlicher und Bischof von Osaka.
Er empfing am 23. September 1899 die Priesterweihe für die Société des Missions Etrangères.
Am 6. Juli 1918 wurde er zum Bischof von Osaka berufen. Die Bischofsweihe spendete ihm am 29. August desselben Jahres der Bischof von Saint-Flour Paul-Augustin Le Coeur; Mitkonsekratoren waren Joseph-Lucien Giray, Bischof von Cahors, und Pierre Verdier, Weihbischof im Bistum Rodez.
Castanier trat am 29. November 1940 vom Amt des Bischofs von Osaka zurück und wurde am selben Tag zum Titularbischof von Zenopolis in Isauria ernannt.